# Даймон
Даймон, також Деймон (від грец. δαίμων — «божественне») — латинізована форма грецького слова δαίμων, що використовується на позначення демонів у давньогрецькій релігії, міфології, та філософії.
Даймон як філософське поняття означає здатність окремих людей (які були порадниками) знаходити раціональні та взаємовигідні рішення. Зустрічається насамперед у Сократа і в діалогах Платона, зокрема у Бенкеті.